# 南満洲鉄道マテイ型蒸気機関車

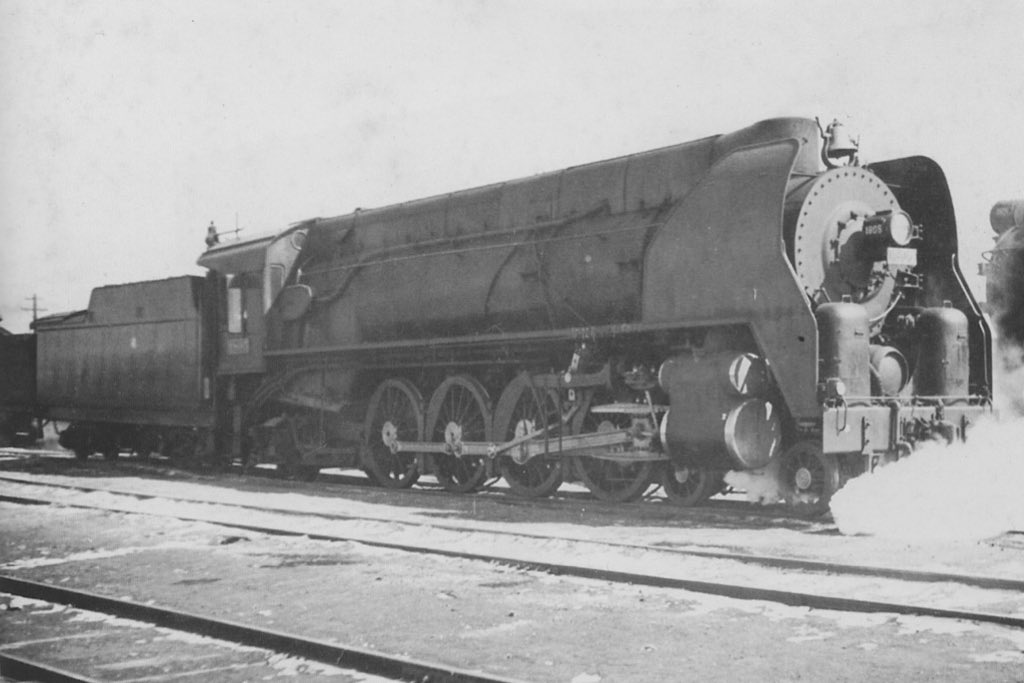

南満洲鉄道マテイ型蒸気機関車（みなみまんしゅうてつどうマテイがたじょうききかんしゃ）は、南満洲鉄道（満鉄）が製造した蒸気機関車。高速貨物列車用に導入された。

## 概要
満洲国の発展とともに、新京やハルビンといった都市の人口が増加して、より多くの生鮮食品を北方に輸送することが必要となった。この需要を満たすために、急行鮮魚貨物列車の運行が計画され、高速走行可能な貨物用機関車が求められた。この要望に応えて1936年に製造されたのがマテイ型である。本機は満鉄の蒸気機関車中、全長・重量ともに最大で、E型過熱器と給水加熱器、それに自動給炭機を装備していた。給水加熱器は缶胴上の長手に置き、煙突よりキャブまでをカバーで覆い、後部に発電機と蒸気塔を格納した。先台車は組み立て式で従台車はデルタ式、後台枠は棒式で別鋳物の従台車復元装置受皿と中間連結器台座をボルト止めした。
当初は車輪配置 4-6-2で計画され、生鮮食料品を北に向かって高速で輸送することを目的としたが、南に向かう通常の貨物列車を牽引する必要があり、速度増加のための大きな直径の動輪と牽引力の向上を目的として、車輪配置 4-8-2（通称・マウンテン）を採用することになった。全7両が1936年に川崎車輌と日立製作所で製造された。主に大連・新京間の急行貨物列車に使用され、1700 tの貨車を時速90km/hで牽引することができ、ときには南行きの旅客列車にも充当された。
| 所属       | 形式・番号 (1936–1938) | 形式・番号 (1938–1945) | 製造者               | 年   |
| ---------- | ---------------------- | ---------------------- | -------------------- | ---- |
| 南満洲鉄道 | マテイ1800–マテイ1806  | マテイ1–マテイ7        | 川崎車輌・日立製作所 | 1936 |

## 戦後
太平洋戦争後、全7両は瀋陽鉄道局の蘇家屯機関車区に所属し、中華民国鉄道に引き継がれた。中華人民共和国建国後は後継となる現在の中国国鉄に当たる組織が設立されて、1951年にMT1型の1 - 7号機となる（1959年より前は形式は注音符号による表記だった）。5と6は1985年当時鶴崗の鉱山鉄道で稼働していた。